# Courrier du cœur (film, 1958)
 (janvier 2018).
Pour plus de détails, voir Fiche technique et Distribution.
Courrier du cœur est un court métrage belge en noir et blanc réalisé par Jean-Marie Piquint, sorti en 1958.

## Synopsis
Le scénario raconte l'histoire de deux jeunes gens qui, après avoir rompu leur union sur un coup de tête, se retrouvent au hasard d'une rubrique de relations à laquelle le garçon s'inscrit sans se douter que celle qui répond à son annonce est son ancienne amie qui ignore elle-même à qui elle écrit. Découvrant leurs identités, ils se rendent compte que leurs échanges anonymes leur avaient permis de redécouvrir leur affinité et ils se réconcilient.

## Distribution
- Liliane Vincent
- Richard Muller
- Lucien Mussière